# 리처드 보나
리처드 보나(Richard Bona, 1967년 10월 28일 ~ )는 카메룬에서 태어난 미국의 베이스 연주자이다.